# Nocturne in As en Valse Brillante in Es

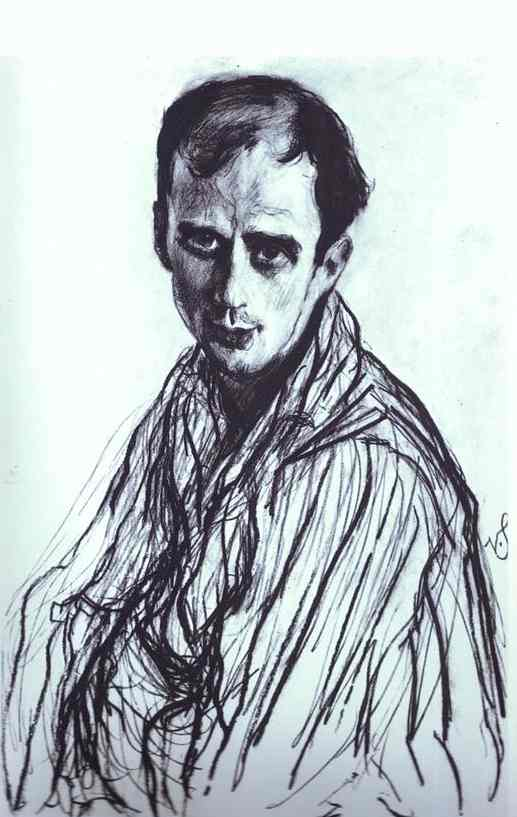
Michel Fokine

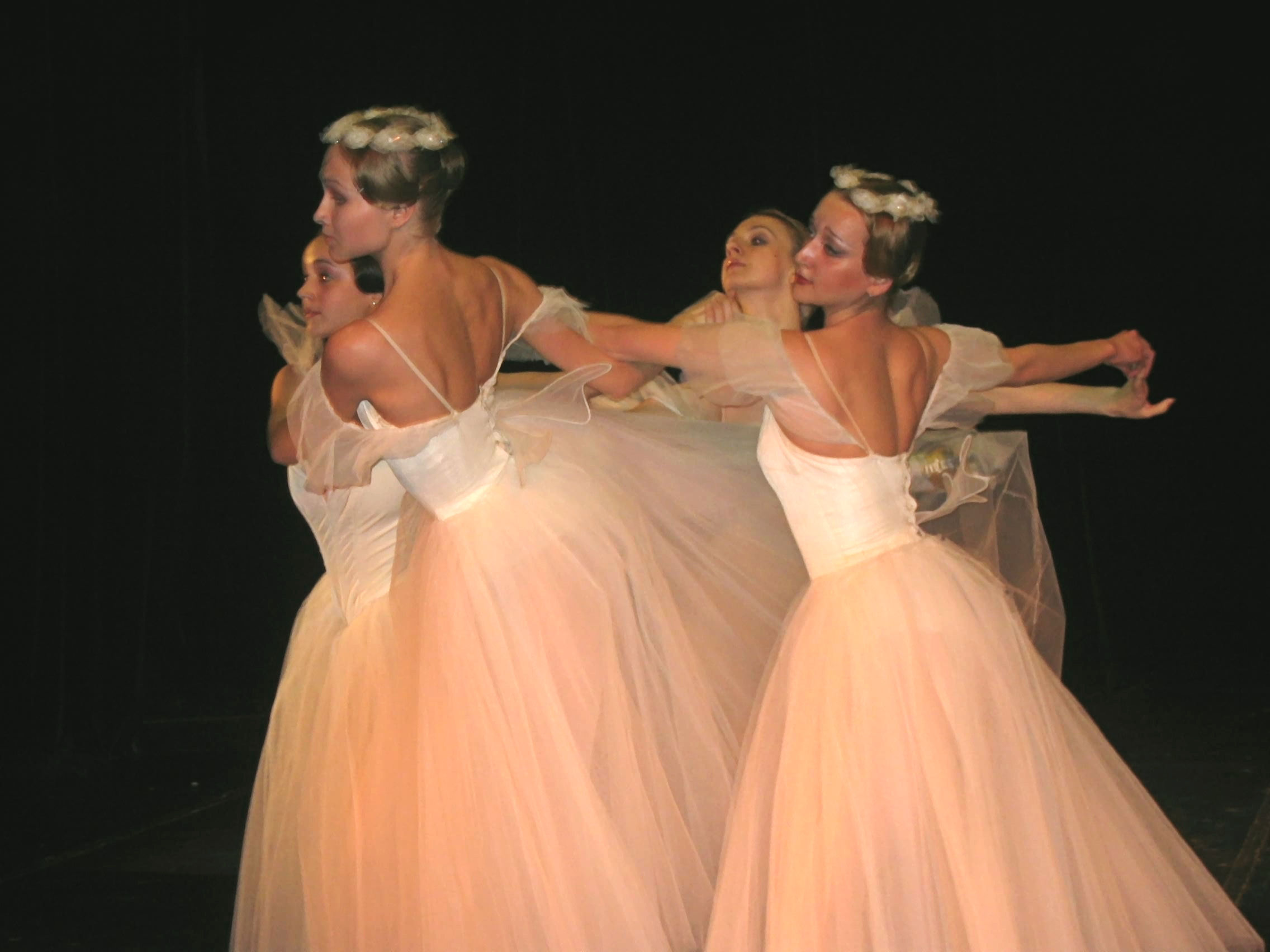
Ballet blanc

De Nocturne in As en Valse Brillante in Es (WBIIi&ii) zijn orkestraties van Igor Stravinsky van twee pianowerken van Frédéric Chopin, de Nocturne in As (Op. 32, no. 2) en de Grande Valse brillante in Es (Op. 18, no. 1), voor het ballet Les Sylphides, uitgevoerd door Les Ballets Russes op 2 juni 1909 in het Théâtre du Châtelet in Parijs.

## Les Sylphides
Les Sylphides is een ballet met een choreografie van Michel Fokine op muziek van Chopin, georkestreerd door Alexander Glazunov. Glazunov had al eerder werken van Chopin georkestreerd en samengevoegd tot orkestsuite, getiteld Chopiniana, onder welke naam de eerste versie van Fokines ballet ook werd uitgevoerd. Chopiniana/Les Sylphides is een kort ballet, zonder verhaal; het is een zogenaamd ballet blanc, dat wil zeggen een ballet in de romantische negentiende-eeuwse stijl en zo genoemd omdat het letterlijk een wit ballet is. De prima ballerina en het vrouwelijk corps de ballet zijn in traditionele halflange witte tutu's gekleed. In de tijd van de Romantiek was het zeer gebruikelijk een zogenaamd ballet blanc of witte scène in het ballet op te nemen, waarbij de nadruk lag op het bovennatuurlijke en het hemelrijk.
Toen Fokines ballet in 1909 in Parijs zijn Franse première zou krijgen als onderdeel van de 'Saison russe' wilde Sergej Diaghilev nieuwe orkestraties van alle dansen, maar hij behield Glazunovs orkestratie van de Wals (in cis, opus 64, nr.2). De nieuwe orkestraties waren van Anatoli Ljadov, Sergej Tanejev, Nikolaj Tsjerepnin en Igor Stravinsky. Het ballet werd Les Sylphides genoemd.
Stravinsky's orkestraties van de Nocturne in As en de Valse Brillante in Es bleven ongepubliceerd.

## Oeuvre
Zie het Oeuvre van Igor Stravinsky voor een volledig overzicht van het werk van Stravinsky.